# پلاستیک تیارا
پلاستیک تیارا (به انگلیسی: Plastique Tiara) با نام اصلی دوک ترن نگوین (به انگلیسی: Duc Tran Nguyen) زن‌پوش ویتنامی-آمریکایی است.